# جاكسون بولوك
بول جاكسون بولوك (بالإنجلزية: Paul Jackson Pollock؛ 28 يناير 1912 - 11 أغسطس 1956) كان رساماً أمريكياً وأحد رواد حركة التعبيرية التجريدية. أشهر لوحات الفنان كانت مرسومة بواسطة تنقيط ورش الأصباغ على لوح جنفاص كبير.
ولد جاكسون بولوك في مدينة كودي بولاية وايومينغ الأمريكية، ثم انتقل إلى نيويورك في عام 1929 حيث قام بتدريسه توماس هارت بنتون. كان في وقته مشهوراً جداً، وكانت زوجته لي كراسنر تساعده أثناء رسمه. أسلوبه كان مبتكراً بشكل كبير. كان لبولوك مشكلة كبيرة مع الشرب. لا تزال لوحاته معروفة، وهي موجودة الآن في العديد من المتاحف في مختلف المناطق حول العالم. تم إنتاج فيلم وثائقي حوله في عام 1951 (بإخراج هانز ناموث)، كما أنتج فيلم درامي عنه باسم «بولوك» سنة 1987 و1999. كانت حياته قصيرة فقد مات في حادث سيارات بالقرب من منزله في لونغ بيتش بولاية نيويورك في سنة 1956.

## حياته المبكره (1912–1936)
ولد بول جاكسون بولوك في مدينة كودي (وايومنغ) في عام 1912.

## وصلات خارجية
- جاكسون بولوك على موقع الموسوعة البريطانية (الإنجليزية)
- جاكسون بولوك على موقع مونزينجر (الألمانية)
- جاكسون بولوك على موقع ميوزك برينز (الإنجليزية)
- جاكسون بولوك على موقع ميوزك برينز (الإنجليزية)
- جاكسون بولوك على موقع إن إن دي بي (الإنجليزية)
- جاكسون بولوك على موقع ديسكوغز (الإنجليزية)

- جاكسون بولوك على متحف الفن الحديث (نيويورك)